# Marina de Guerra (Angola)
La Marina de Guerra Angoleña (en portugués: Marinha de Guerra Angolana, MGA) es la rama naval de las Fuerzas Armadas Angoleñas y tiene la misión de proteger los 1.600 km de costa de Angola. La Marina Angoleña tiene aproximadamente 1000 efectivos.

## Historia
La marina de guerra de Angola fundada en 1977 (celebró su 35º aniversario en 2012). Las fuerzas navales de Angola participaron en la guerra civil angoleña de 1975 a 2002. El vicealmirante de la Marina de los Estados Unidos de América Harry B. Harris Jr., por entonces comandante de la Sexta Flota de los Estados Unidos, visitó Luanda, en ocasión del citado aniversario.

## Modernización
La riqueza petrolífera le permitirá modernizar sus fuerzas navales, que actualmente en su mayor parte son remanentes de la Armada Soviética de los años ochenta. Se informó en 2009 que Angola iba a firmar un acuerdo por 800 millones de dólares USA con Alemania por tres nuevas lanchas rápidas de protección fronteriza, probablemente Lurssen PV80. Aún se estaba tratando de completar el acuerdo en 2011 y desde entonces no ha habido novedades.
En diciembre de 2013 se informó de la compra por parte de Angola de un paquete de barcos antiguos de la Armada Española. El Príncipe de Asturias (R11) un pequeño portaaviones (16 000 toneladas) de clase Harrier, para ser transferido junto con el Pizarro (L42), una lancha de desembarco clase Newport, Diana (F32) una corbeta clase Descubierta transformada en dragaminas de apoyo, el Chilreu (P61) barco de plomo de su clase de barcos de patrulla oceánica, y el Ízaro (P27) una patrullera de clase Anaga.

## Estructura
- Instituto de Marina de Guerra de Angola (INSG)
- Academia Naval
- Escuela de especialistas navales de Angola
- 3 compañías de vigilancia costera (CRTOC)
- 1 infantería naval angoleña, 1 Batallón Anfibio Ligero (4 compañías de Infantes de Marina Angoleña), 1 Policía Naval Angoleña, 1 Unidad de Operaciones Anfibias)
- Fuerzas Especiales Angoleñas, armas pesadas, francotiradores, unidades de embarque y una sección blindada.[6]

## Equipamiento

### Buques de superficie

#### Lancha rápida de ataque
Barcos pequeños, diseñados para disparar misiles antitanque. Utilizados por primera vez por la Unión Soviética, la lancha podía usarse para hundir barcos enemigos mucho más grandes.
- OSA-II 205ER - 6 barcos.[7]

#### Lancha torpedera
Barcos pequeños diseñados para disparar torpedos. Utilizada por primera vez en la Segunda Guerra Mundial tanto por la Royal Navy como por la Kriegsmarine, podía ser utilizada para hundir buques de guerra enemigos mucho más grandes.
- Torpeder Clase Shershen - 6 barcos.[8]

#### Patrulleros
Pequeño buque para la protección de fronteras, a menudo usado para acciones antipiratería, anticontrabando y como guardia de frontera. Puede ser diseñado para su uso en estuarios de ríos y océanos.
- Patrullera clase Argos - 4 barcos.
- Aresa PVC-170 - 5 barcos.[6]
- Clase Poluchat-I - 2 barcos.
- Patrullera clase Zhuk - 1 o 2 barcos
- Buque antiminas clase Júpiter - 1 o 2 barcos.
- Clase Bellatrix - 4 o 5 barcos.
- Clase Mandume - 4 barcos.[6]
- Clase Patrulheiro - 3 barcos.[6]
- Clase Namacurra - 2 barcos.[6]

El 5 de septiembre de 2014, el ministro de Defensa angoleño João Manuel Gonçalves Lourenço y el ministro de Defensa de Brasil Celso Amorim firmaron  un Memorando de Entendimiento com parte del Programa de Desarrollo Naval de Angola (Pronaval). El memorando de especialización especifica que Angola adquirirá siete barcos de patrulla de Clase Macaé, de los que se construirán cuatro en Brasil, y tres en Angola. La brasileña EMGEPRON tendrá el liderazgo en el proyecto, supervisando la dársena angoleña y la formación, además de la gestión del proyecto global.

#### Dragaminas
Pequeños barcos diseñados tanto para limpiar campos de minas o para colocar nuevos.
- Dragaminas Clase Yevgenya - 2 barcos.[10]

#### Barcos anfibios
Barco para desplegar tropas en las costas durante operaciones de asalto anfibio.
- Barco anfibio Clase Polnocny - 1 barco Polnocny-A, 3 barcos Polnocny-B.[11][12]
- Clase Alfange - 1 barco.
- Lancha de desembarco de tanques - 1 barco.
- LDM-400 - 9 o 10 barcos.[6] dels EUA c. 1964

#### Equipo de defensa costera
1. Sistema de radar SS-C1 Sepal.

### Aviones de patrulla marítima
Aviones diseñados para la patrulla marítima, a menudo implicando antisuperficie, antisubmarina, y búsqueda y rescate.
| Aparato                     | Origen fabricante | Tipo                       | Versión                             | Imagen | Notas |
| --------------------------- | ----------------- | -------------------------- | ----------------------------------- | ------ | ----- |
| Fokker F27 Friendship       | Países Bajos      | Avión de patrulla marítima | F27 Maritime Enforcer o F27 200-MAR |        |       |
| Embraer EMB 110 Bandeirante | Brasil            | Avión de patrulla marítima | EMB 111A                            |        |       |